# The Second Husband
The Second Husband (en hangul, 두 번째 남편; en hanja, 第二任丈夫; romanización revisada, Beonjjae Nampyeon), es una serie de televisión surcoreana transmitida desde el 9 de agosto de 2021 a través de la MBC.

## Sinopsis
La serie gira en torno a Bong Seon-hwa y su familia quienes trabajan en una empresa de confitería. Seon-hwa tuvo una infancia desafortunada, pero debido a su personalidad fuerte y positiva, logra salir adelante. Al crecer en el mismo vecindario que Moon Sang-hyeok, mantuvieron una larga relación, sin embargo cuando pierde injustamente a su familia debido a una tragedia, jura vengarse.

## Reparto

### Personajes principales
- Lee Chang-yeob como Yoon Jae-min, el hijo de Yoon Dae-gook y Joo Hae-ran, así como el presidente de la empresa de confitería. Aunque tiene una maestría en administración de empresas de los Estados Unidos, su sueño es convertirse en cantante, por lo que tiene constantes peleas con sus padres debido a su carrera.
- Uhm Hyun-kyung como Bong Seon-hwa, una mujer diligente y positiva. Tiene un hijo con Moon Sang-hyeok, con quien mantuvo una larga relación hasta que él la abandonó. Luego de perder a su hijo, debido a su traición y posteriormente de ser acusada falsamente de asesinato, jura vengarse de los responsables.
  - Lee Hyo-bi como Seon-ha de joven.
- Oh Seung-ah como Yoon Jae-kyeong, la hija ilegítima de Yoon Dae-gook y Park Haeng-sil, así como la hermanastra de Yoon Jae-min. Es una mujer que no duda en hacer cualquier cosa con tal de cumplir sus ambiciones.[3]
- Han Ki-woong como Moon Sang-hyeok, el exesposo de Bong Seon-hwa, un hombre desalmado que la abandona junto a su hijo por el éxito y que por su culpa ella es acusada falsamente de asesinato.

### Personajes secundarios

#### Miembros del Grupo Daegu
- Jung Sung-mo como Yoon Dae-gook, el padre de Yoon Jae-min y Yoon Jae-kyeong, así como el presidente de la empresa de confitería.
- Ji Soo-won como Joo Hae-ran, la madre de Yoon Jae-min y esposa de Yoon Dae-gook, así como la presidente del "Ace Welfare Foundation".
- Kang Yoon como Kim Soo-cheol, el secretario de la familia Yoon, y trabaja como secretario de Yoon Jae-min.

#### Miembros de la Panadería Hanok
- Lee Ho-sung como Bae Dal-bong, el suegro de Bok Bok-soon, así como el abuelo de Bae Seo-joon.
- Kim Hee-jung como Bok Bok-soon, la nuera de Bae Dal-bong y madre de Bae Seo-joon. Luego de perder a su hija Seo-jeong, trata a su amiga Bong Seon-hwa como a una hija.
- Shin Woo-gyum como Bae Seo-joon, el hijo de Bok-soon y hermano de Seo-jeong.

#### Personas cercanas a Seon-hwa
- Sung Byung-sook como Gop-boon, la abuela de Bong Seon-hwa.
- Jung Min-joon como Moon Tae-yang / Moon Sae-byuk, el hijo de Bong Seon-hwa y Moon Sang-hyeok.

#### Personas cercanas a Jae-kyeong
- Kim Sung-hee como Park Haeng-sil, la madre biológica de Yoon Jae-kyeong, así como una antigua madam de salón.[4]

#### Familia de Sang-hyeok
- Choi Ji-yeon como Yang Mal-ja, la madre de Moon Sang-hyeok y Moon Sang-mi.
- Chun Yi-seul como Moon Sang-mi, la hija de Yang Mal-ja y hermana menor de Moon Sang-hyeok. Es una aspirante a modelo que está enamorada de Bae Seo-joon.[5]
- Jung Min-joon como Moon Tae-yang / Moon Sae-byuk, el hijo de Moon Sang-hyeok y Bong Seon-hwa.

### Otros personajes
- Son Kwang-eop como Kang In-ho, un emprendedor.
- Lee Kan-hee como Ok Kyeong-i, la amiga de Bok Bok-soon de su ciudad natal en Sokja, así como la exesposa de Kang In-ho.
- Park Jung-yoon como Jo Jin-ah.
- Kim Nam-yee como Geum Deok.
- Jun In-taek.
- Lee Sang-sook como Maria, una monja.
- Kim Hye-won como una presentadora.
- Choi Hye-seo como una pequeña (Ep. 9).
- Choi Seung-kyung como Bae Chil-soo.

### Apariciones especiales
- Kim Jung-hwa como Choi Eun-gyeol, una persona a quien Yoon Jae-kyeong le ordenó fingir ser Bong Bit-na, la hija biológica de Joo Hae-ran.
- Tony Ahn como un productor.
- Na Tae-joo como Tae Kwon, un cantante de trot (Ep. 3-4, 7).
- Kim Chan-mi como la cita a ciegas de Yoon Jae-min (Ep. 5).
- Alex Chu como un fiscal (Ep. 64).

## Episodios
La serie conformada por ciento cincuenta episodios, los cuales son estrenados todos los días de la semana a las 19:10 en el huso horario de Corea (KST) desde el 9 de agosto de 2021 hasta ahora, por la MBC.
Originalmente la serie estaba conformada por 120 episodios, sin embargo el 6 de enero de 2022, la cadena anunció que debido a la popularidad del melodrama, esta se había extendido por otros 30 episodios haciendo un total de 150 episodios.

### Índice de audiencia
Los números en color rojo indican las calificaciones más bajas, mientras que los números en azul indican las calificaciones más altas.
| Episodio | Fecha de emisión         | Participación promedio de audiencia | Participación promedio de audiencia | Participación promedio de audiencia |
| Episodio | Fecha de emisión         | Nielsen Korea                       | Nielsen Korea                       | TNmS                                |
| Episodio | Fecha de emisión         | Nacional                            | Seúl                                | Nacional                            |
| -------- | ------------------------ | ----------------------------------- | ----------------------------------- | ----------------------------------- |
| 1        | 9 de agosto de 2021      | 2.9 %                               | NA                                  | NA                                  |
| 2        | 10 de agosto de 2021     | 2.8 %                               | NA                                  | NA                                  |
| 3        | 11 de agosto de 2021     | 3.2 %                               | NA                                  | NA                                  |
| 4        | 12 de agosto de 2021     | 4.1 %                               | 4.1 %                               | NA                                  |
| 5        | 13 de agosto de 2021     | 3.2 %                               | NA                                  | NA                                  |
| 6        | 16 de agosto de 2021     | 3.7 %                               | NA                                  | NA                                  |
| 7        | 17 de agosto de 2021     | 4.0 %                               | NA                                  | NA                                  |
| 8        | 18 de agosto de 2021     | 4.3 %                               | 4.3 %                               | 4.4 %                               |
| 9        | 19 de agosto de 2021     | 4.2 %                               | 3.8 %                               | 4.9 %                               |
| 10       | 20 de agosto de 2021     | 4.2 %                               | 4.7 %                               | NA                                  |
| 11       | 23 de agosto de 2021     | 5.0 %                               | NA                                  | NA                                  |
| 12       | 25 de agosto de 2021     | 4.4 %                               | 4.5 %                               | 5.0 %                               |
| 13       | 26 de agosto de 2021     | 5.0 %                               | 5.1 %                               | 5.1 %                               |
| 14       | 27 de agosto de 2021     | 4.7 %                               | 5.0 %                               | 5.3 %                               |
| 15       | 30 de agosto de 2021     | 4.4 %                               | NA                                  | 4.5 %                               |
| 16       | 31 de agosto de 2021     | 4.4 %                               | NA                                  | 5.5 %                               |
| 17       | 1 de septiembre de 2021  | 5.0 %                               | 4.9 %                               | 5.3 %                               |
| 18       | 2 de septiembre de 2021  | 5.3 %                               | 5.3 %                               | 5.6 %                               |
| 19       | 3 de septiembre de 2021  | 4.6 %                               | 4.6 %                               | 5.6 %                               |
| 20       | 6 de septiembre de 2021  | 4.6 %                               | 4.5 %                               | 6.2 %                               |
| 21       | 7 de septiembre de 2021  | 5.2 %                               | 5.2 %                               | 5.0 %                               |
| 22       | 8 de septiembre de 2021  | 4.5 %                               | 4.7 %                               | 5.0 %                               |
| 23       | 9 de septiembre de 2021  | 5.1 %                               | 4.7 %                               | 6.1 %                               |
| 24       | 10 de septiembre de 2021 | 4.6 %                               | 4.4 %                               | NA                                  |
| 25       | 13 de septiembre de 2021 | 4.7 %                               | 4.8 %                               | 6.0 %                               |
| 26       | 14 de septiembre de 2021 | 4.9 %                               | 5.1 %                               | 5.2 %                               |
| 27       | 15 de septiembre de 2021 | 4.8 %                               | 4.9 %                               | 4.9 %                               |
| 28       | 16 de septiembre de 2021 | 5.6 %                               | 6.0 %                               | 6.3 %                               |
| 29       | 17 de septiembre de 2021 | 5.1 %                               | 5.5 %                               | 5.6 %                               |
| 30       | 23 de septiembre de 2021 | 5.7 %                               | 5.7 %                               | 6.1 %                               |
| 31       | 24 de septiembre de 2021 | 5.1 %                               | 5.1 %                               | 5.1 %                               |
| 32       | 27 de septiembre de 2021 | 5.4 %                               | 5.3 %                               | 6.5 %                               |
| 33       | 28 de septiembre de 2021 | 5.7 %                               | 5.4 %                               | 6.2 %                               |
| 34       | 29 de septiembre de 2021 | 5.3 %                               | 5.0 %                               | 6.2 %                               |
| 35       | 30 de septiembre de 2021 | 5.3 %                               | 5.5 %                               | 6.4 %                               |
| 36       | 4 de octubre de 2021     | 6.2 %                               | 6.0 %                               | 6.6 %                               |
| 37       | 5 de octubre de 2021     | 5.8 %                               | 5.3 %                               | 6.6 %                               |
| 38       | 6 de octubre de 2021     | 5.8 %                               | 5.1 %                               | 4.3 %                               |
| 39       | 7 de octubre de 2021     | 6.8 %                               | 6.2 %                               | 7.4 %                               |
| 40       | 8 de octubre de 2021     | 5.7 %                               | 5.2 %                               | 6.2 %                               |
| 41       | 11 de octubre de 2021    | 6.1 %                               | 5.5 %                               | 6.6 %                               |
| 42       | 12 de octubre de 2021    | 6.2 %                               | 6.0 %                               | 7.0 %                               |
| 43       | 13 de octubre de 2021    | 6.4 %                               | 6.1 %                               | 6.7 %                               |
| 44       | 14 de octubre de 2021    | 6.4 %                               | 6.5 %                               | 6.5 %                               |
| 45       | 18 de octubre de 2021    | 6.1 %                               | 6.2 %                               | 7.2 %                               |
| 46       | 19 de octubre de 2021    | 6.2 %                               | 6.2 %                               | 6.3 %                               |
| 47       | 20 de octubre de 2021    | 5.9 %                               | 5.7 %                               | 7.0 %                               |
| 48       | 21 de octubre de 2021    | 6.8 %                               | 7.1 %                               | 7.7 %                               |
| 49       | 22 de octubre de 2021    | 6.2 %                               | 6.1 %                               | 7.8 %                               |
| 50       | 25 de octubre de 2021    | 6.3 %                               | 6.1 %                               | 7.4 %                               |
| 51       | 26 de octubre de 2021    | 6.2 %                               | 5.9 %                               | 7.9 %                               |
| 52       | 27 de octubre de 2021    | 6.8 %                               | 6.4 %                               | 7.7 %                               |
| 53       | 28 de octubre de 2021    | 6.6 %                               | 6.1 %                               | 7.9 %                               |
| 54       | 29 de octubre de 2021    | 6.6 %                               | 6.8 %                               | 8.1 %                               |
| 55       | 1 de noviembre de 2021   | 6.6 %                               | 6.8 %                               | 8.3 %                               |
| 56       | 3 de noviembre de 2021   | 5.8 %                               | 5.6 %                               | 8.1 %                               |
| 57       | 4 de noviembre de 2021   | 6.7 %                               | 6.2 %                               | 7.7 %                               |
| 58       | 8 de noviembre de 2021   | 6.9 %                               | 6.9 %                               | 8.1 %                               |
| 59       | 9 de noviembre de 2021   | 7.0 %                               | 6.8 %                               | 8.4 %                               |
| 60       | 10 de noviembre de 2021  | 6.8 %                               | 6.1 %                               | 8.3 %                               |
| 61       | 11 de noviembre de 2021  | 7.8 %                               | 7.3 %                               | 9.2 %                               |
| 62       | 12 de noviembre de 2021  | 6.9 %                               | 6.6 %                               | NA                                  |
| 63       | 15 de noviembre de 2021  | 7.7 %                               | 6.8 %                               | 8.9 %                               |
| 64       | 16 de noviembre de 2021  | 7.5 %                               | 6.8 %                               | 8.6 %                               |
| 65       | 17 de noviembre de 2021  | 7.6 %                               | 7.1 %                               | 9.3 %                               |
| 66       | 19 de noviembre de 2021  | 7.0 %                               | 6.8 %                               | 8.6 %                               |
| 67       | 22 de noviembre de 2021  | 7.6 %                               | 7.5 %                               | 8.7 %                               |
| 68       | 23 de noviembre de 2021  | 6.2 %                               | 5.9 %                               | 7.1 %                               |
| 69       | 24 de noviembre de 2021  | 7.9 %                               | 7.9 %                               | 9.0 %                               |
| 70       | 25 de noviembre de 2021  | 8.5 %                               | 8.4 %                               | 9.5 %                               |
| 71       | 26 de noviembre de 2021  | 7.6 %                               | 7.2 %                               | 9.5 %                               |
| 72       | 29 de noviembre de 2021  | 7.5 %                               | 6.8 %                               | 9.2 %                               |
| 73       | 30 de noviembre de 2021  | 7.6 %                               | 7.1 %                               | 8.8 %                               |
| 74       | 1 de diciembre de 2021   | 8.0 %                               | 7.9 %                               | 9.3 %                               |
| 75       | 2 de diciembre de 2021   | 8.4 %                               | 8.3 %                               | 9.4 %                               |
| 76       | 3 de diciembre de 2021   | 7.8 %                               | 7.5 %                               | NA                                  |
| 77       | 6 de diciembre de 2021   | 8.0 %                               | 7.5 %                               | 8.2 %                               |
| 78       | 7 de diciembre de 2021   | 7.7 %                               | 7.4 %                               | NA                                  |
| 79       | 8 de diciembre de 2021   | 7.4 %                               | 6.9 %                               | 10.2 %                              |
| 80       | 9 de diciembre de 2021   | 8.5 %                               | 8.0 %                               | 10.0 %                              |
| 81       | 10 de diciembre de 2021  | 8.2 %                               | 7.7 %                               | 9.0 %                               |
| 82       | 13 de diciembre de 2021  | 8.9 %                               | 8.6 %                               | 8.7 %                               |
| 83       | 14 de diciembre de 2021  | 8.4 %                               | 7.9 %                               | 9.9 %                               |
| 84       | 15 de diciembre de 2021  | 7.9 %                               | 7.7 %                               | 10.3 %                              |
| 85       | 16 de diciembre de 2021  | 8.3 %                               | 8.4 %                               | 9.6 %                               |
| 86       | 17 de diciembre de 2021  | 8.2 %                               | 7.7 %                               | 9.8 %                               |
| 87       | 20 de diciembre de 2021  | 8.9 %                               | 8.1 %                               | 10.8 %                              |
| 88       | 21 de diciembre de 2021  | 8.4 %                               | 8.2 %                               | 9.6 %                               |
| 89       | 22 de diciembre de 2021  | 9.0 %                               | 8.9 %                               | 10.2 %                              |
| 90       | 23 de diciembre de 2021  | 8.6 %                               | 7.9 %                               | 10.0 %                              |
| 91       | 24 de diciembre de 2021  | 8.1 %                               | 8.0 %                               | 9.4 %                               |
| 92       | 27 de diciembre de 2021  | 8.6 %                               | 8.5 %                               | 9.5 %                               |
| 93       | 28 de diciembre de 2021  | 8.5 %                               | 8.3 %                               | 9.8 %                               |
| 94       | 29 de diciembre de 2021  | 8.6 %                               | 8.4 %                               | 10.0 %                              |
| 95       | 30 de diciembre de 2021  | 9.0 %                               | 8.2 %                               | 10.7 %                              |
| 96       | 31 de diciembre de 2021  | 8.9 %                               | 8.6 %                               | 10.1 %                              |
| 97       | 3 de enero de 2022       | 9.0 %                               | 8.4 %                               | 9.6 %                               |
| 98       | 4 de enero de 2022       | 9.6 %                               | 8.4 %                               | 8.9 %                               |
| 99       | 5 de enero de 2022       | 9.5 %                               | 8.7 %                               | 10.1 %                              |
| 100      | 6 de enero de 2022       | 10.5 %                              | 9.8 %                               | 9.7 %                               |
| 101      | 7 de enero de 2022       | 9.7 %                               | 8.7 %                               | 9.7 %                               |
| 102      | 10 de enero de 2022      | 9.3 %                               | 8.0 %                               | 9.4 %                               |
| 103      | 11 de enero de 2022      | 8.9 %                               | 7.7 %                               | 9.3 %                               |
| 104      | 12 de enero de 2022      | 8.9 %                               | 8.3 %                               | NA                                  |
| 105      | 13 de enero de 2022      | 9.9 %                               | 8.9 %                               | 9.3 %                               |
| 106      | 14 de enero de 2022      | 9.2 %                               | NA                                  | 9.8 %                               |
| 107      | 17 de enero de 2022      | 9.7 %                               | 8.7 %                               | 9.1 %                               |
| 108      | 18 de enero de 2022      | 9.1 %                               | 8.6 %                               | 9.0 %                               |
| 109      | 19 de enero de 2022      | 9.5 %                               | 9.1 %                               | 10.1 %                              |
| 110      | 20 de enero de 2022      | 10.3 %                              | 9.9 %                               | 10.4 %                              |
| 111      | 21 de enero de 2022      | 9.9 %                               | 9.3 %                               | 9.7 %                               |
| 112      | 24 de enero de 2022      | 9.3 %                               | 8.8 %                               | 9.2 %                               |
| 113      | 25 de enero de 2022      | 9.7 %                               | 9.5 %                               | 10.3 %                              |
| 114      | 26 de enero de 2022      | 9.6 %                               | 9.3 %                               | 9.4 %                               |
| 115      | 27 de enero de 2022      | 9.6 %                               | 9.2 %                               | 10.1 %                              |
| 116      | 28 de enero de 2022      | 9.9 %                               | 9.7 %                               | 8.9 %                               |
| 117      | 31 de enero de 2022      | 5.7 %                               | 5.8 %                               | 6.5 %                               |
| 118      | 1 de febrero de 2022     | 6.6 %                               | 6.8 %                               | 7.2 %                               |
| 119      | 2 de febrero de 2022     | 7.1 %                               | 7.1 %                               | 7.2 %                               |
| 120      | 3 de febrero de 2022     | 10.5 %                              | 10.5 %                              | NA                                  |
| 121      | 4 de febrero de 2022     | 9.1 %                               | 8.5 %                               | 9.6 %                               |
| 122      | 22 de febrero de 2022    | 8.7 %                               | 8.7 %                               | 9.1 %                               |
| 123      | 23 de febrero de 2022    | 7.8 %                               | 7.6 %                               | 9.2 %                               |
| 124      | 24 de febrero de 2022    | 8.7 %                               | 8.4 %                               | 9.2 %                               |
| 125      | 25 de febrero de 2022    | 7.8 %                               | 7.8 %                               | 9.0 %                               |
| 126      | 28 de febrero de 2022    | 8.0 %                               | 7.8 %                               | 9.9 %                               |
| 127      | 1 de marzo de 2022       | 8.6 %                               | 8.6 %                               | 10.4 %                              |
| 128      | 2 de marzo de 2022       | 8.7 %                               | 8.9 %                               | 9.4 %                               |
| 129      | 3 de marzo de 2022       | 8.5 %                               | 8.2 %                               | 9.7 %                               |
| 130      | 4 de marzo de 2022       | 8.2 %                               | 8.1 %                               | 9.7 %                               |
| 131      | 7 de marzo de 2022       | 7.4 %                               | 6.9 %                               | 8.3 %                               |
| 132      | 8 de marzo de 2022       | 8.7 %                               | 8.1 %                               | 9.5 %                               |
| 133      | 11 de marzo de 2022      | 8.6 %                               | 8.3 %                               | 10.0 %                              |
| 134      | 14 de marzo de 2022      | 8.5 %                               | 8.1 %                               | 10.6 %                              |
| 135      | 15 de marzo de 2022      | 8.7 %                               | 8.4 %                               | 9.5 %                               |
| 136      | 2022                     | %                                   | %                                   | %                                   |
| 137      | 2022                     | %                                   | %                                   | %                                   |
| 138      | 2022                     | %                                   | %                                   | %                                   |
| 139      | 2022                     | %                                   | %                                   | %                                   |
| 140      | 2022                     | %                                   | %                                   | %                                   |
| 141      | 2022                     | %                                   | %                                   | %                                   |
| 142      | 2022                     | %                                   | %                                   | %                                   |
| 143      | 2022                     | %                                   | %                                   | %                                   |
| 144      | 2022                     | %                                   | %                                   | %                                   |
| 145      | 2022                     | %                                   | %                                   | %                                   |
| 146      | 2022                     | %                                   | %                                   | %                                   |
| 147      | 2022                     | %                                   | %                                   | %                                   |
| 148      | 2022                     | %                                   | %                                   | %                                   |
| 149      | 2022                     | %                                   | %                                   | %                                   |
| 150      | 2022                     | %                                   | %                                   | %                                   |
| Promedio | Promedio                 | —                                   | —                                   | —                                   |

## Banda sonora
El OST de la serie está conformada por las siguientes canciones:

### Parte 1
| Publicado el 19 de agosto de 2021 |                      |          |          |  |
| N.º                               | Título               | Artista  | Duración |  |
| 1.                                | «A Habit» (습관처럼) | Kim Yang | 4:03     |  |
| 2.                                | «A Habit» (Inst.)    |          | 4:03     |  |

### Parte 2
| Publicado el 2 de septiembre de 2021 |                   |            |          |  |
| N.º                                  | Título            | Artista    | Duración |  |
| 1.                                   | «Bye Bye»         | Kim Chu-ri | 4:17     |  |
| 2.                                   | «Bye Bye» (Inst.) |            | 4:17     |  |

### Parte 3
| Publicado el 24 de septiembre de 2021 |                           |         |          |  |
| N.º                                   | Título                    | Artista | Duración |  |
| 1.                                    | «I Regret It» (후회가 돼) | Leeds   | 4:08     |  |
| 2.                                    | «I Regret It» (Inst.)     |         | 4:08     |  |

### Parte 4
| Publicado el 18 de octubre de 2021 |                                       |             |          |  |
| N.º                                | Título                                | Artista     | Duración |  |
| 1.                                 | «What’s There to Life» (인생 뭐 있나) | Cha Seo-won | 3:06     |  |
| 2.                                 | «What’s There to Life» (Inst.)        |             | 3:06     |  |

### Parte 5
| Publicado el 28 de octubre de 2021 |                                                  |             |          |  |
| N.º                                | Título                                           | Artista     | Duración |  |
| 1.                                 | «Because I Have You» (그대가 있기에)             | Cha Seo-won | 4:38     |  |
| 2.                                 | «Because I Have You» (Inst.)                     |             | 4:38     |  |
| 3.                                 | «Because I Have You (Guitar Ver.)» (Guitar Ver.) | Cha Seo-won | 4:40     |  |
| 4.                                 | «Because I Have You (Guitar Ver.)» (Inst.)       |             | 4:40     |  |

### Parte 6
| Publicado el 18 de noviembre de 2021 |                |             |          |  |
| N.º                                  | Título         | Artista     | Duración |  |
| 1.                                   | «Send» (보내)  | Oh Hyun-ran | 3:35     |  |
| 2.                                   | «Send» (Inst.) |             | 3:35     |  |

### Parte 7
| Publicado el 30 de noviembre de 2021 |                   |               |          |  |
| N.º                                  | Título            | Artista       | Duración |  |
| 1.                                   | «My Love»         | Park Hyun-seo | 4:00     |  |
| 2.                                   | «My Love» (Inst.) |               | 4:00     |  |

### Parte 8
| Publicado el 6 de diciembre de 2021 |                  |         |          |  |
| N.º                                 | Título           | Artista | Duración |  |
| 1.                                  | «No Way»         | Minmin  | 4:00     |  |
| 2.                                  | «No Way» (Inst.) |         | 4:00     |  |

### Parte 9
| Publicado el 9 de diciembre de 2021 |                        |                   |          |  |
| N.º                                 | Título                 | Artista           | Duración |  |
| 1.                                  | «One Person» (한 사람) | Izi (Oh Jinseong) | 3:25     |  |
| 2.                                  | «One Person» (Inst.)   |                   | 3:25     |  |

### Parte 10
| Publicado el 16 de diciembre de 2021 |                          |         |          |  |
| N.º                                  | Título                   | Artista | Duración |  |
| 1.                                   | «Goodbye Lonely»         | Hyeji   | 3:47     |  |
| 2.                                   | «Goodbye Lonely» (Inst.) |         | 3:25     |  |

### Parte 11
| Publicado el 6 de enero de 2022 |                  |         |          |  |
| N.º                             | Título           | Artista | Duración |  |
| 1.                              | «Future» (미래)  | Hallim  | 3:17     |  |
| 2.                              | «Future» (Inst.) |         | 3:17     |  |

## Premios y nominaciones
| Año  | Categoría                                        | Premios              | Nominado(a)    | Resultado |
| ---- | ------------------------------------------------ | -------------------- | -------------- | --------- |
| 2021 | Premio a la gran excelencia, actor en miniserie  | 2021 MBC Drama Award | Lee Chang-yeob | Ganó      |
| 2021 | Premio a la gran excelencia, actriz en miniserie | 2021 MBC Drama Award | Uhm Hyun-kyung | Ganó      |

## Producción
La serie fue creada por Jang Ji-hoon y la División de Dramas de la MBC, dirigida por Kim Chil-bong (김칠봉), escrita por Seo Hyeon-joo (서현주) y producida por Kim Heung-dong y Kim Hee-yeol, quienes cuentan con el apoyo del productor ejecutivo Kim Seo-joon. La composición de la música temática "Like Habit" está a cargo de Kim Ui-yong y Keyman, mientras que la letra fue creada por Ma Sang-woo y Minmin.
Originalmente la actriz Seo Eun-woo había sido elegida para interpretar el papel de Yoon Jae-kyeong, sin embargo debido a problemas con la agenda de producción, tuvo que retirarse de la serie, por lo que fue reemplazada por la actriz Oh Seung-ah.
La conferencia de prensa en línea fue realizada en 2021.

### Recepción
El 8 de febrero de 2022, Good Data Corporation compartió su nueva clasificación de los dramas y miembros del elenco que generaron más revuelo durante la semana. Las listas se compilaron a partir del análisis de artículos de noticias, publicaciones de blogs, comunidades en línea, videos y publicaciones en redes sociales sobre los dramas que están actualmente al aire o que saldrán al aire próximamente. La serie obtuvo el puesto número 7 en la lista de dramas, más comentados de la semana.